# کلاینس ویزنتال
کلاینس ویزنتال (به آلمانی: Kleines Wiesental) یک شهر در آلمان است که در Lörrach واقع شده‌است. کلاینس ویزنتال ۲٬۹۶۷ نفر جمعیت دارد.